# Chiesa di San Nicolò (Valle di Casies)
La chiesa di San Nicolò (in tedesco Kirche St. Nikolaus) è la parrocchiale di Colle (Pichl), frazione di Valle di Casies (Gsies) in Alto Adige. Appartiene al decanato di San Candido-Dobbiaco della diocesi di Bolzano-Bressanone e risale al XV secolo.

## Descrizione
La chiesa è un monumento sottoposto a tutela col numero 16450 nella provincia autonoma di Bolzano.